# Pisco Punch

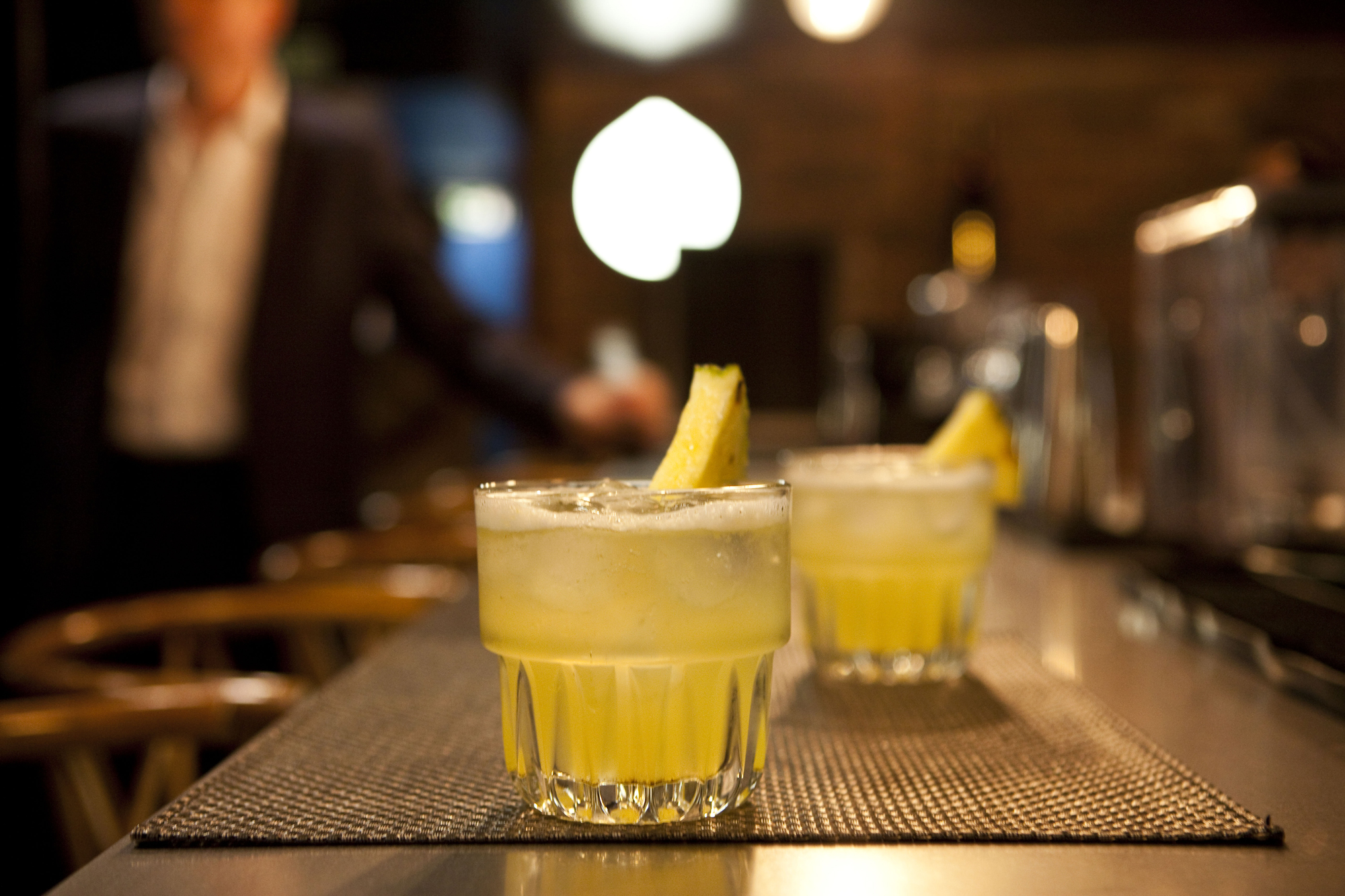
Pisco Punch

Ein Pisco Punch ist ein alkoholhaltiger Cocktail der Kategorie Sour, der 1856 in San Francisco erfunden wurde. Das Originalrezept ist möglicherweise verloren.

## Geschichte
Die Goldfunde in Kalifornien im 19. Jahrhundert zogen zahlreiche Glücksritter an, unter anderem auch solche aus Chile und Peru. Diese brachten den Pisco mit sich, einen traditionellen Traubenschnaps ihrer Heimat. In San Francisco öffnete 1853 oder 1854 an der Ecke Montgomery Street und Washington Street im heutigen Stadtteil Financial District der Bank Exchange & Billiard Saloon, in dem unter anderem Pisco serviert wurde. Die Bar existierte bis 1919, als sie im Rahmen der aufkommenden Prohibition geschlossen werden musste; an der Stelle der ehemaligen Bar steht heute die Transamerica Pyramid. Entwickelt wurde der Pisco Punch 1856 von der damaligen Eigentümerin der Bar, einer Frau Sykes. Der Cocktail erlangte in kurzer Zeit einen so hohen Bekanntheitsgrad, dass er (wohl mit variierender Rezeptur) in zumindest einem Großteil der Bars in San Francisco serviert wurde. Die Polizei von San Francisco (das zu dieser Zeit gut 35.000 Einwohner hatte) veröffentlichte noch 1856 einen Erlass, dass jeder Erwachsene pro Tag nur einen Pisco Punch konsumieren durfte. Bis 1919 wurde das Originalrezept ausschließlich an den jeweils nächsten Inhaber der Bar weitergegeben, darunter zwei Männer namens Orrin Dorman und John Torrence. Letzter Eigentümer der Bar war je nach Quelle ab Ende der 1870er-Jahre oder ab 1893 der gebürtige Schotte Duncan Nicol.
Mit der Schließung der Bar 1919, spätestens aber 1926 mit dem Tod von Nicol, der Zutaten und Zubereitung stets geheim gehalten hatte, ging das Originalrezept des Pisco Punch verloren. Nach dem Ende der Prohibition 1933 war in San Francisco für einige Jahre ein (nach unbekanntem Alternativrezept) fertig gemischter, in Flaschen abgefüllter Pisco Punch erhältlich, aber um 1950 war in der Stadt weder dieser noch überhaupt Pisco zu bekommen.
Der Pisco Punch fand ab Ende des 19. Jahrhunderts Eingang in die Literatur. Rudyard Kipling erwähnte ihn 1899 in seinem Reiseroman From Sea to Sea: „zusammengesetzt aus den Spänen von Engelsflügeln, der Herrlichkeit einer tropischen Morgendämmerung, den roten Wolken des Sonnenuntergangs und den Fragmenten verlorener Epen toter Meister“. Mark Twain war während seiner Zeit als Reporter für den San Francisco Call in den 1860er-Jahren ein regelmäßiger Pisco-Punch-Konsument; in der Bank-Exchange-Bar traf er auf einen lokalen Feuerwehrmann namens Tom Sawyer, der ihm als Inspiration für die gleichnamige Romanfigur diente. Harold Ross schrieb 1937 im New Yorker, der Pisco Punch „schmeckte wie Limonade, haute aber rein wie Wodka (oder schlimmer)“. „Limonade“ bezeichnete hier im ursprünglichen Sinne ein fruchtsafthaltiges Getränk ohne Kohlensäure. Der US-amerikanische Schriftsteller Idwal Jones beklagte 1951, das Originalrezept des Cocktails sei verlorengegangen „wie Purpur aus Tyros oder die Kunst des Härtens von Kupfer“.

## Zubereitung
Nicols Originalrezept ist nicht bekannt. Da im Rahmen der zeitgenössischen Rezeption mehrmals auf eine angeblich berauschende Wirkungsweise des Cocktails hingewiesen wird, wird verschiedentlich vermutet, dass Kokain Bestandteil der Originalrezeptur war. Auf Grund der hohen Popularität des Cocktails zirkulierten Ende des 19. und Anfang des 20. Jahrhunderts zahlreiche Pisco-Punch-Rezepte, die aber allesamt auf Imitationsversuchen fußten. Der Cocktailhistoriker David Wondrich hält ein zeitgenössisches Rezept, das von Nicols Thekenchef John Lannes übermittelt wurde, für „relativ authentisch“.
Lannes’ Rezept zufolge wurden Ananas-Stückchen mehrere Stunden lang in gomme syrup (mit Gummi arabicum versetztem Zuckersirup) gelagert. Anschließend wurde die Mixtur mit destilliertem Wasser, Zitronensaft und Pisco vermischt und mit Zitronensaft und gomme syrup abgeschmeckt. Die Flüssigkeit wurde mit einem Ananasstückchen in einem punch glass (wobei es sich um ein Highballglas gehandelt haben dürfte) auf Eis serviert.
Der US-amerikanische Journalist und Autor Lucius Beebe veröffentlichte 1957 im Condé-Nast-Magazin Gourmet ein Alternativrezept, das auf einen Einwohner San Franciscos mit unbekannter Verbindung zur Bank-Exchange-Bar zurückging und neben Pisco und Ananassaft auch weißen Traubensaft und Anisschnaps wie Absinth oder Pernod enthielt. Der Historiker William Bronson wies allerdings 1973 nach, dass das Rezept wegen des zwangsläufigen Lakritzgeschmacks nicht authentisch sein könne, und stellte die These auf, dass Absinth als Komponente des Cocktails vom Wunschdenken herrühren könne, die durchschlagende Wirkung des Cocktails erklären zu können, die de facto aber von den im Pisco enthaltenen Ethylalkohol und Fuselölen stamme. Bronson konnte auch ermitteln, dass John Lannes zu Nicols' Zeiten tatsächlich Thekenchef der „Bank Exchange“-Bar war. Der in San Francisco beheimatete Barkeeper und Buchautor Duggan McDonnell stellte 2015 die These auf, dass der Pisco Punch Vin Mariani enthielt, einen mit Kokablättern infusionierten Aperitifwein mit über 7 Milligramm Kokaingehalt pro Unze. McDonnell erläuterte, dass so die als „berauschend“ beschriebene Wirkung des Getränks und der (allerdings ausschließlich) von Kipling beschriebene Rotstich des Getränks zu erklären seien. Einen Braunstich kann der Cocktail vom gomme syrup gehabt haben, wie Rekonstruktionsversuche zeigten.
Moderne Varianten des Pisco Punch enthalten je nach Rezept neben den Grundzutaten Pisco, Ananas, Zuckersirup und Zitronensaft auch Lillet Rouge (als Ersatz für den von McDonnell benannten, nicht mehr produzierten Vin Mariani) oder Nelken.